# Oumou Touré
Oumou Touré (18 de fevereiro de 1988) é uma basquetebolista senegalesa.

## Carreira
Oumou Touré integrou a Seleção Senegalesa de Basquetebol Feminino, na Rio 2016, que terminou na décima segunda posição.